# Árkos
Árkos (más néven Sepsiárkos, románul Arcuș) falu Romániában Kovászna megyében, 2004-től az azonos nevű község központja, korábban Sepsikőröspatak község része volt.

## Nevének eredete
Nevét egyesek a régi avar kori sáncokból, mások egy Árkos nevű székely őstől származtatják.

## Fekvése
Sepsiszentgyörgytől 4 km-re északnyugatra a Baróti-hegységben eredő Árkos-patak völgyében fekszik.

## Népessége
A 2002-es népszámláláskor Árkos község még nem létezett; a megfelelő falvak népessége összesen 1288 fő volt, míg a 2011-es népszámlálás szerint 1519 fő lakott a község területén. 2011-ben a következő volt a nemzetiségi megoszlás: 1450 fő (95,46%) magyar, 48 fő (3,16%) román, 8 fő cigány, míg 17 fő (0,79%) ismeretlen nemzetiségű. Felekezeti szempontból a népesség összetétele a következő volt: 517 fő (34,04%) unitárius, 452 fő (29,76%) református, 430 fő (28,31%) római katolikus, 54 fő (3,55%) ortodox, 27 fő (1,78%) hetednapi adventista, 4–4 fő (0,26%) lutheránus illetve  jehovista, 10 fő (0,66%) egyéb felekezetű, 9 fő (0,59%) vallás nélküli és 12 fő (0,79%) ismeretlen felekezetű.==Története==
1332-ben Arkus néven említik először. 1802-ben, 1829-ben és 1838-ban földrengés pusztította. 1910-ben 1721 magyar lakosa volt. A trianoni békeszerződésig Háromszék vármegye Sepsi járásához tartozott. 1992-ben 1248 lakosából 1222 magyar és 26 román volt.
2004-ben önálló községgé alakult az addig Sepsikőröspatakhoz tartozó Árkos, Bedőháza és Pincehely falvakból.

## Látnivalók
- Unitárius vártemploma az Árkos patak völgyében egy magaslaton áll. 13. századi templomát a 16. században átépítették, védőfalai 17. századiak (1640), 5 saroktornya és harangtornya volt. Délkeleti tornya a 19. századi földrengésekben ledőlt, harangtornya megrongálódott. 1830-ban a régi templomot lebontották és 1830 és 1833 között újat építettek helyébe. 1844-ben épült mai harangtornya.
- Református temploma 1750-ben épült, 1998-ban tornyot építettek hozzá.
- A faluban áll br. Szentkereszti Zsigmond kastélya, nagy park közepén. A kastély 1870-ben épült, 1980-ban átalakították.
- Határában az Égevesze és a Súgó-patak által közrefogott hegyfokon vár nyomai látszanak. A vár valószínűleg a falu lakóinak menedékhelye volt.
- A hagyomány a Pisztrángos-patak feletti gerincen még több várat is feltételez: Macskavár a Macskaponk tetején, feljebb Kisasszonyvár és a mai Kovácsmás nevű helyen Kovácsvár állott.

## Híres emberek
- Árkosi Gelei Benedek unitárius tanár, orvos.
- Árkosi Mihály Benedek református tanár.
- Árkosi Tegző Benedek unitárius tanár, teológus.
- Itt született Daniel Gábor, az agyagfalvi székely népgyűlés résztvevője, Udvarhely vármegye főkirálybírája és főispánja, az Unitárius Egyház főgondnoka, a Magyar Történelmi-, Genealógiai és Heraldikai Társulat tagja.
- Itt született Gelei József zoológus, egyetemi tanár, az MTA tagja.
- Itt született Kiss Ernő geológus.
- Árkosi Geley Antal főhadnagy, az "Előre" című ifjúsági folyóirat felelős szerkesztője.
- Itt született Kisgyörgy Zoltán geológus.
- Itt élt Seres András néprajzkutató. 2011-től nevét viseli az utca, melyben a háza állt.
- Itt született (1967) Máthé Árpád Árkos falu első és még mindig hivatalban levő polgármestere.